# Przygłów
Przygłów [pronunciación en polaco: /ˈpʂɨɡwuf/] es un pueblo ubicado en el distrito administrativo de Gmina Sulejów, dentro del condado de Piotrków, voivodato de Łódź, en el centro de Polonia. Se encuentra a unos 6 kilómetros al noroeste de Sulejów, a 10 kilómetros al este de Piotrków Trybunalski, y a 52 kilómetros al sureste de la capital regional Łódź.